# Скотт, Джеймс Александр
Джеймс Александр Скотт (англ. James Alexander Scott; род. 14 января 1942, Пайквилл, Кентукки) — американский государственный деятель, президент Сената Флориды (1994—1996).

## Биография
Родился 14 января 1942 года в Пайквилле, штат Кентукки. Учился в Кентуккийский университет, где получил степени бакалавра и доктора права.
В начале своей карьеры Скотт руководил и работал в собственной юридической фирме, а в 1976 году был избран в Сенат Флориды. В 1994 году он стал президентом Сената Флориды. В 2000 год Скотт покинул Сенат штата, заняв пост члена комиссии округа Брауард. Его срок полномочий истёк 19 ноября 2006 года, а несколько лет спустя он рассматривался как кандидат на пост члена Сената США, однако, его кандидатура в дальнейшем не была утверждена.